# Dezertní víno

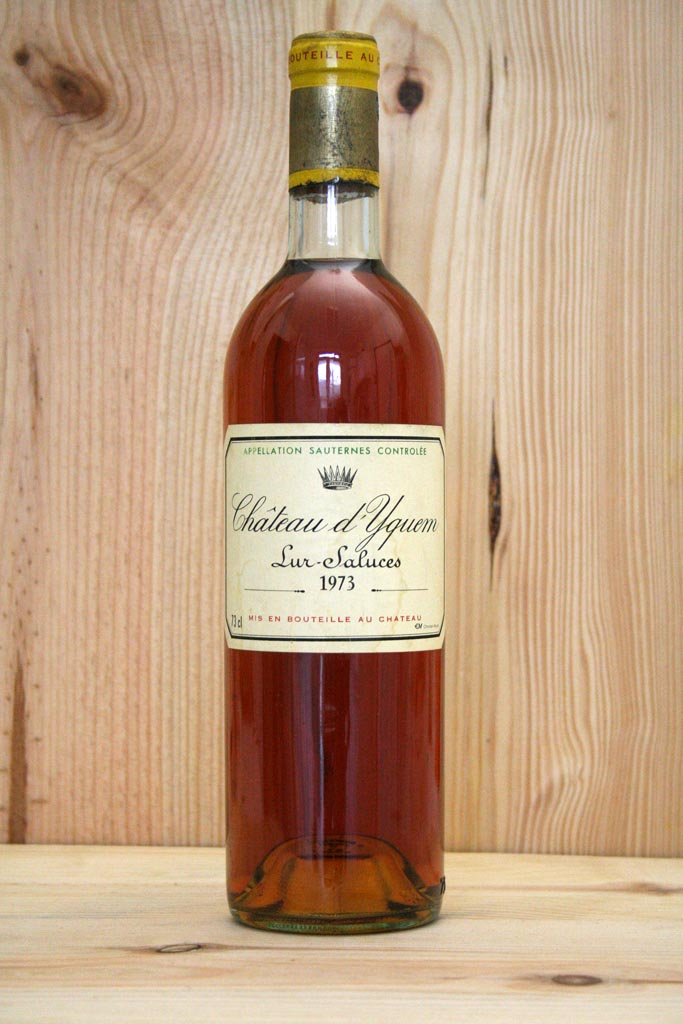
Láhev vína Château Yquem

Dezertní víno je víno, které obsahuje vyšší podíl cukru či alkoholu. Cukr i alkohol může být uměle zvyšován během výroby.

## Historie a význam
Význam termínu dezertní víno se postupně mění a jeho výklad není striktně vymezen.
V osmdesátých letech se sladká vína dělila do následujících čtyř skupin:
- přírodní sladká
- dezertní (přislazovaná cukrem)
- dezertní kořeněná (vermuty)
- dezertní likérová

Současný vinařský zákon hovoří o vínech likérových a aromatizovaných, ale dezertní vína nespecifikuje. Jelikož je i v zahraničí užívání tohoto pojmu jistým způsobem roztříštěno, chápe se dnes jako dezertní každé víno s vyšším obsahem cukru (i přírodního) a obvykle vyšším obsahem alkoholu (což ale není podmínkou).
V Anglii se takto označují všechna sladká vína, která jsou servírovaná zároveň s pokrmem s výjimkou bílých vín fortifikovaných, která se servírují před jídlem (jako aperitiv). Ve Spojených státech jsou jako dezertní označována vína s obsahem alkoholu nad 14%, zatímco v Německu se obsah alkoholu nezohledňuje.[zdroj?]

## Vína
Za dezertní vína můžeme považovat například:
- výběry z cibéb – přívlastková vína vyrobena z přezrálých či botrytických cibéb
- slámová vína – přívlastková vína vyrobena z vysušovaných bobulí
- ledová vína – přívlastková vína vyráběná z přirozeně zmrzlých bobulí
- botrytické sběry – vína s obsahem bobulí napadených botrytidou
- fortifikovaná vína – vína s přidaným alkoholem
- likérová vína
- aromatizované víno

ze zahraniční produkce jsou to například:
- Commandaria – řecké víno pocházející z Kypru vyráběné z přezrálých dosušovaných bobulí
- Prošek – chorvatské víno vyráběné v dalmatské oblasti z bobulí seschlých na slunci
- Tokajská vína (sladká) – maďarská a slovenská botrytická vína
- Sauternes – francouzské botrytické víno
- Kagor – moldavská vína vyráběná z přezrálých hroznů Cabernet Sauvignon
- Porto (portské) – portugalské fortifikované víno z okolí města Porto

Dezertní vína bývají obvykle těžká, často sladká a používají se jako aperitivy, nebo jsou servírována ke sladkým dezertům. Využití záleží na konkrétním druhu vína; rozptyl je velmi široký, takže obecný charakter není snadné specifikovat.